# Мертвоїд темний
Мертвоїд темний (Silpha obscura) — вид жуків родини мертвоїдів (Silphidae).

## Поширення
Палеарктичний вид. Досить поширений в Європі та Північній Азії на схід до Монголії. Трапляється від низин до межі лісу на трупах або посліді.

## Підвиди
- Silpha obscura obscura Linnaeus, 1758.
- Silpha obscura orientalis Brullé, 1832. Болгарія, Греція, Північна Македонія, Румунія та Близький Схід

## Опис

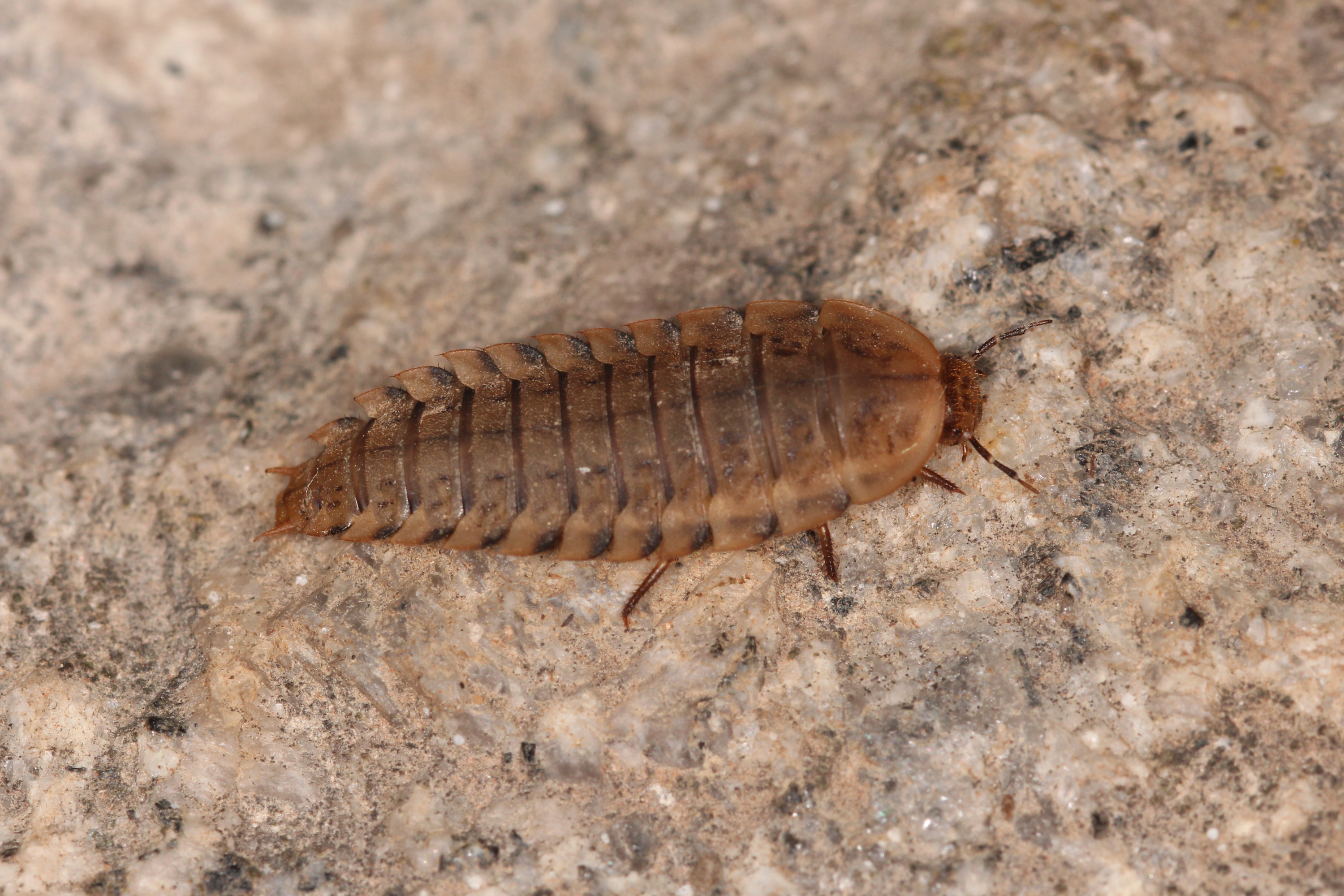
Личинка

Жуки мають довжину від 13 до 17 міліметрів і мають плоске тіло. Тіло забарвлене в тьмяний чорний колір. Надкрила мають три чіткі поздовжні ребра, з яких глибші дещо менш виражені, ніж зовнішні. Пробіли рівномірно структуровані точками. Стулки надкрил мають куточки на плечі. Переднеспинка гладка і сплощена спереду і лише злегка облямована, якщо дивитися зверху. Восьмий членик вусика дзвоноподібний і не довше дев'ятого. П'ята кінцівка подовжена, а шоста округла.